# Bhendwad, Raybag
Bhendwad là một làng thuộc tehsil Raybag, huyện Belgaum, bang Karnataka, Ấn Độ.